# Gittersdorf
Gittersdorf ist ein Ortsteil der Gemeinde Neuenstein im osthessischen Landkreis Hersfeld-Rotenburg. Der Ort liegt im Knüllgebirge am Lauf des Geisbachs.

## Geschichte

### Urgeschichte bis zur Neuzeit
Bronzezeitliche Funde von Lanzenspitzen bei Gittersdorf weisen auf eine durchgängige Besiedelung des Ortes hin. Etwas südlich des Ortes an der Stellerskuppe liegt der schon 1464 als Wüstung erwähnte Ort Reidemanns, erstmals urkundlich erwähnt 1183.
Im Jahre 1343 wird Gittersdorf erstmals als Villa Gutwinsdorf erwähnt. Abt Reinhard von Hersfeld kaufte das Dorf im Jahre 1391 zur Hälfte von Ritter Eberhard von Milnrode mit allem Zubehör und allen Einnahmen für sechzig Goldgulden. Der Restkaufpreis wurde von mehreren namentlich in der Verkaufsurkunde genannten Besitzern des Dorfs aufgebracht. 1415 verpfändete Gottfried von Milnrode dem Abt Hermann von Hersfeld das ganze Dorf Gutwinsdorff. Danach nannte man den Ort ab 1456 Guthernsdorf. Im Hersfelder Mannbuch von 1487 wurde er als Guttersdorff registriert. Reinhard von Boyneburg der Ältere wurde kraft Urkunde vom 16. Oktober 1532 von Abt Crato I. von Hersfeld mit einem Gut in Guttersdorf belehnt. Spätestens im Jahre 1639 erhielt der Ort dann seinen heutigen Ortsnamen.

### Neuzeit
Im Siebenjährigen Krieg wurde Gittersdorf Schauplatz von Truppenbewegungen. Im Juli 1762 stand der französische General Stainville bei Gittersdorf und Untergeis im Lager mit einem Detachement der französischen Hauptarmee. General von Luckner bekam den Befehl, dieses Lager im Geistal anzugreifen. Die aus Ersrode über Obergeis entsandten Spähtrupps fanden das Lager geräumt vor, da Stainville kurz vorher nach Hersfeld verlegt hatte, und stießen erst bei Allmershausen auf französische Husaren. General von Freytag zog einige Tage später durch Gittersdorf.
Im Amerikanischen Unabhängigkeitskrieg dienten drei Gittersdorfer auf Seiten der britischen Kolonialmacht in hessischen Grenadierbataillonen als Teil des Soldatenhandels unter Landgraf Friedrich II. von Hessen-Kassel. Im April 1776 am Gesteufer in Bremerlehe eingeschifft, nahmen sie im selben Jahr an den verlustreichen Gefechten am Brandywine Creek, bei Germantown und Redbank teil. Unter dem Kommando von Karl Emil von Donop scheiterte der Sturm von Fort Mercer durch die Hessen, bei dem Donop selbst tödlich verwundet wurde. Bis Mai 1778 waren zwei der drei Gittersdorfer umgekommen: Johannes Hast, Fourier (*ca. 1746 †März 1777) und Johannes Krause, Gemeiner (*ca. 1755 †Mai 1778). Nur Johann Jost Schmidt (*ca. 1750) wurde 1780 nach Europa zurückgeschickt.
Infolge der Massenmigration als Folge der Industrialisierung wanderten etwa 50 Gittersdorfer zwischen 1847 und 1861 nach Amerika aus. Zahlreiche Gesuche um Reisepässe, oft verbunden mit der Bitte, aus dem „kurhessischen Unterthanenverbande“ entlassen zu werden, sind erhalten.
Erster Weltkrieg bis heute

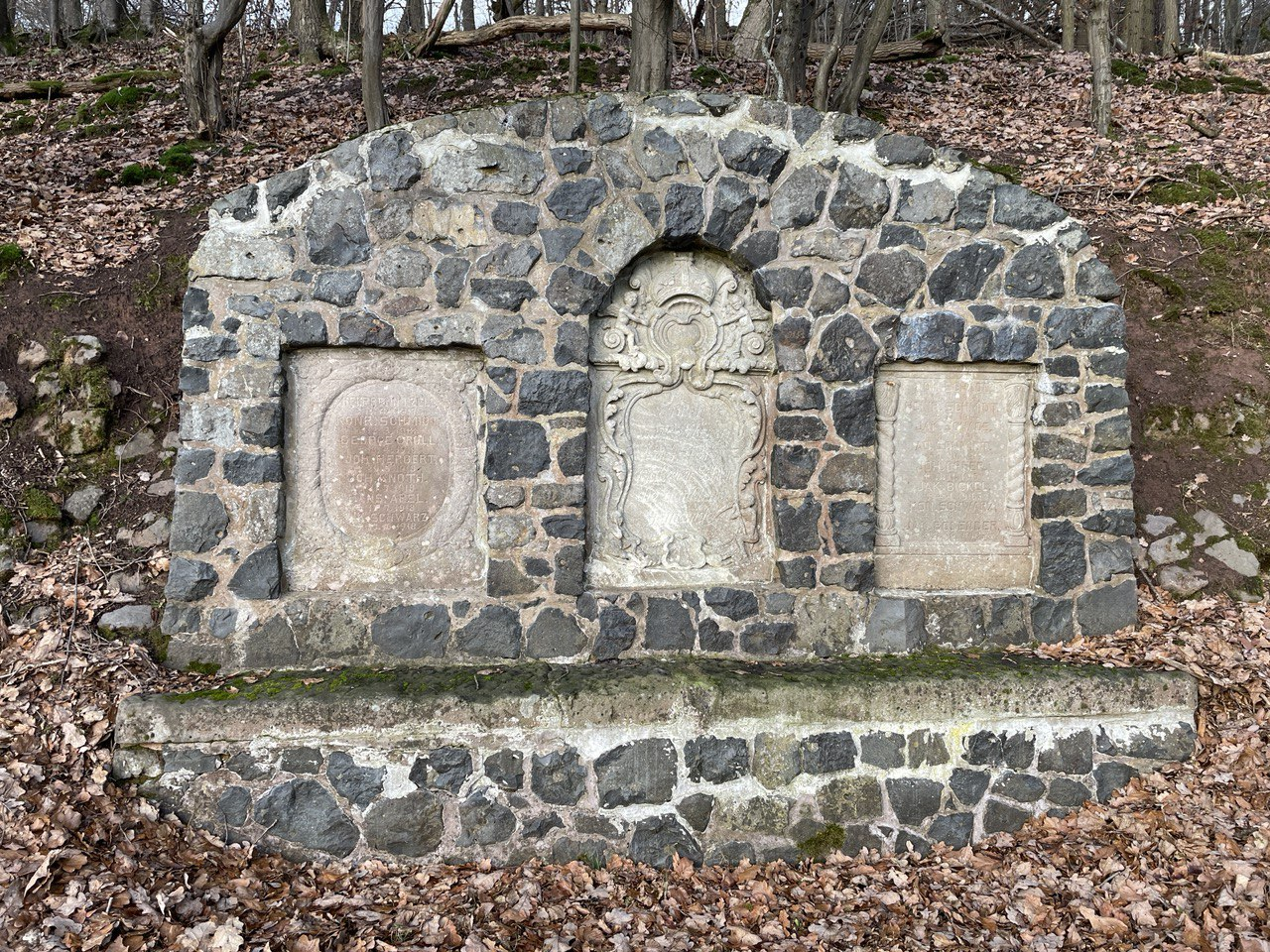
Kriegerdenkmal der im 1. Weltkrieg gefallenen Gittersdorfer

In beiden Weltkriegen hatten nahezu alle Gittersdorfer Familien Gefallene zu beklagen. Im Ersten Weltkrieg dienten mehrere Gittersdorfer im Reserve-Infanterie-Regt. Nr. 205, das unter anderem in den Stellungskämpfen um La Bassée nördlich von Arras eingesetzt wurde. Nach dem Krieg wurde auf der gegenüberliegenden Seite des Ortseingangs ein Kriegerdenkmal errichtet. Es erinnert mit den Namensinschriften an die Gittersdorfer Gefallenen des Ersten Weltkriegs.
Zwischen den beiden Weltkriegen richteten Gittersdorfer Schützen in einer Schlucht oberhalb des Kriegerdenkmals einen Kleinkaliberschützenstand ein, dessen Geschossfang heute noch erkennbar ist.
Im Zuge der Gebietsreform in Hessen fusionierten zum 31. Dezember 1971 die bis dahin selbständigen Gemeinden Aua, Gittersdorf, Mühlbach, Raboldshausen, Saasen, Salzberg, Obergeis und Untergeis freiwillig zur neuen Gemeinde Neuenstein. Für die ehemaligen Gemeinden wurde je ein Ortsbezirk mit Ortsbeirat und Ortsvorsteher nach der Hessischen Gemeindeordnung eingerichtet.

### Verwaltungsgeschichte im Überblick
Die folgende Liste zeigt die Staaten und Verwaltungseinheiten, denen Gittersdorf angehört(e):
- 1567–1806: Heiliges Römisches Reich, Landgrafschaft Hessen-Kassel, Fürstentum Hersfeld, Amt Obergeis
- 1807–1813: Königreich Westphalen, Departement der Werra, Distrikt Hersfeld, Kanton Obergeis
- ab 1815: Kurfürstentum Hessen, Fürstentum Hersfeld, Amt Obergeis[19]
- ab 1821/22: Kurfürstentum Hessen, Provinz Fulda, Kreis Hersfeld[20][Anm. 2]
- ab 1848: Kurfürstentum Hessen, Bezirk Hersfeld
- ab 1851: Kurfürstentum Hessen, Provinz Fulda, Kreis Hersfeld
- ab 1867: Königreich Preußen, Provinz Hessen-Nassau, Regierungsbezirk Kassel, Landkreis Hersfeld
- ab 1871: Deutsches Reich, Königreich Preußen, Provinz Hessen-Nassau, Regierungsbezirk Kassel, Kreis Hersfeld
- ab 1918: Deutsches Reich, Freistaat Preußen, Provinz Hessen-Nassau, Regierungsbezirk Kassel, Kreis Rotenburg
- ab 1944: Deutsches Reich, Freistaat Preußen, Provinz Kurhessen, Landkreis Hersfeld
- ab 1945: Amerikanische Besatzungszone, Groß-Hessen, Regierungsbezirk Kassel, Landkreis Hersfeld
- ab 1946: Amerikanische Besatzungszone, Hessen, Regierungsbezirk Kassel, Landkreis Hersfeld
- ab 1949: Bundesrepublik Deutschland, Hessen, Regierungsbezirk Kassel, Landkreis Hersfeld
- ab 1972: Bundesrepublik Deutschland, Hessen, Regierungsbezirk Kassel, Landkreis Hersfeld-Rotenburg, Gemeinde Neuenstein[Anm. 3]

## Bevölkerung

### Einwohnerstruktur 2011
Nach den Erhebungen des Zensus 2011 lebten am Stichtag, dem 9. Mai 2011, in Gittersdorf 369 Einwohner. Darunter waren 6 (1,6 %) Ausländer.
Nach dem Lebensalter waren 48 Einwohner unter 18 Jahren, 159 zwischen 18 und 49, 87 zwischen 50 und 64 und 75 Einwohner waren älter. Die Einwohner lebten in 153 Haushalten. Davon waren 33 Singlehaushalte, 45 Paare ohne Kinder und 63 Paare mit Kindern, sowie 12 Alleinerziehende und keine Wohngemeinschaften. In 24 Haushalten lebten ausschließlich Senioren und in 102 Haushaltungen lebten keine Senioren.

### Einwohnerentwicklung
| Quelle: Historisches Ortslexikon |                  |
| • 1610:                          | 35 Haushaltungen |
| • 1747:                          | 32 Haushaltungen |

| Gittersdorf: Einwohnerzahlen von 1834 bis 2020 | Gittersdorf: Einwohnerzahlen von 1834 bis 2020 | Gittersdorf: Einwohnerzahlen von 1834 bis 2020 | Gittersdorf: Einwohnerzahlen von 1834 bis 2020 | Gittersdorf: Einwohnerzahlen von 1834 bis 2020 |
| --- | ---------------------------------------------- | ---------------------------------------------- | ---------------------------------------------- | ---------------------------------------------- |
| Jahr |                                                |                                                |                                                | Einwohner                                      |
| 1834 | 1834                                           |                                                | 307                                            | 307                                            |
| 1840 | 1840                                           |                                                | 316                                            | 316                                            |
| 1846 | 1846                                           |                                                | 331                                            | 331                                            |
| 1852 | 1852                                           |                                                | 376                                            | 376                                            |
| 1858 | 1858                                           |                                                | 348                                            | 348                                            |
| 1864 | 1864                                           |                                                | 338                                            | 338                                            |
| 1871 | 1871                                           |                                                | 334                                            | 334                                            |
| 1875 | 1875                                           |                                                | 298                                            | 298                                            |
| 1885 | 1885                                           |                                                | 290                                            | 290                                            |
| 1895 | 1895                                           |                                                | 315                                            | 315                                            |
| 1905 | 1905                                           |                                                | 295                                            | 295                                            |
| 1910 | 1910                                           |                                                | 310                                            | 310                                            |
| 1925 | 1925                                           |                                                | 314                                            | 314                                            |
| 1939 | 1939                                           |                                                | 286                                            | 286                                            |
| 1946 | 1946                                           |                                                | 405                                            | 405                                            |
| 1950 | 1950                                           |                                                | 417                                            | 417                                            |
| 1956 | 1956                                           |                                                | 386                                            | 386                                            |
| 1961 | 1961                                           |                                                | 382                                            | 382                                            |
| 1967 | 1967                                           |                                                | 394                                            | 394                                            |
| 1970 | 1970                                           |                                                | 382                                            | 382                                            |
| 1980 | 1980                                           |                                                | ?                                              | ?                                              |
| 1990 | 1990                                           |                                                | ?                                              | ?                                              |
| 2000 | 2000                                           |                                                | ?                                              | ?                                              |
| 2011 | 2011                                           |                                                | 369                                            | 369                                            |
| 2020 | 2020                                           |                                                | 360                                            | 360                                            |
| Datenquelle: Historisches Gemeindeverzeichnis für Hessen: Die Bevölkerung der Gemeinden 1834 bis 1967. Wiesbaden: Hessisches Statistisches Landesamt, 1968. Weitere Quellen: LAGIS; Gemeinde Neuenstein; Zensus 2011 |                                                |                                                |                                                |                                                |

### Historische Religionszugehörigkeit
| • 1885: | 289 evangelische (= 99,66 %), ein katholischer (= 0,34 %) Einwohner |
| • 1961: | 340 evangelische (= 89,01 %), 35 katholische (= 9,16 %) Einwohner   |

## Politik
Für Gittersdorf besteht ein Ortsbezirk (Gebiete der ehemaligen Gemeinde Mühlbach) mit Ortsbeirat und Ortsvorsteher nach der Hessischen Gemeindeordnung. Der Ortsbeirat besteht aus fünf Mitgliedern. Bei den Kommunalwahlen in Hessen 2021 betrug die Wahlbeteiligung zum Ortsbeirat 61,18 %. Alle Mitglieder gehören der „Bürgerliste Gittersdorf“ (GLG) an. Der Ortsbeirat wählte Albert Kempf zum Ortsvorsteher.

## Kirche und Kultur
Für die unter Denkmalschutz stehenden Kunstdenkmäler des Ortes siehe die Liste der Kulturdenkmäler in Gittersdorf.
Das Alter der Kirche ist unbekannt. Der nach Osten zeigende, teilmassive Rechteckbau verfügt über einen polygonalen Chor mit rundbogigen Fenstern. Über Knaggen kragt das spätmittelalterliche Fachwerkobergeschoss hervor, welches vermutlich als Speicher diente. Seinen Abschluss nach oben findet die Kirche in einem spitzverschieferten hexagonalen Haubendachreiter. Das Patronat wurde vom Nonnenkloster in Aua ausgeübt. Es behielt das Patronat auch nach der Verlegung des Klosters nach Blankenheim bei. Erst um 1620 erhielt Gittersdorf einen von Hersfeld bestellten Pfarrer. 1775 wurde das nahe der Kirche gelegene Pfarrhaus errichtet, dessen Vorgängerbau vor der Nutzung als Pfarrhaus als Beamtenwohnung diente. Um 1835 wurde beschlossen, den Friedhof außerhalb des Ortes zu verlegen.
Schon vor 1835 verfügte Gittersdorf über eine Dorfschule. Nach Schließung der Schule um die Hälfte des 20. Jahrhunderts bildet die Schule mit der Obergeiser Schule nun die Grundschule Neuenstein.

## Infrastruktur
1832 wurde die denkmalgeschützte Brücke über den Mühlgraben am Ortseingang errichtet. Ab 1904 wurde im Preußischen Landtag der Bau einer Nebenbahn zur Knüllwaldbahn diskutiert, die durch Gittersdorf führen sollte. 1914 wurde ein Konzept über eine Nebenbahn von Bad Hersfeld über Homberg nach Wabern samt Höhen- und Lageplan entworfen. Diese Planungen wurden 1920 um einen Riss für einen Bahnhof in Gittersdorf erweitert. Die Pläne wurden bis 1927 weiterverfolgt, kamen allerdings nie über die Planungsphase hinaus. Zwischen 1910 und 1928 wurde der durch den Ort führende Breitenbach reguliert. 1911 begann Bau und Einrichtung einer zentralen Wasserleitung nach Gittersdorf und wurde 1915 abgeschlossen. Zwischen 1940 und 1954 wurde die heutige Bundesstraße 324 ausgebaut. Westlich von Gittersdorf befindet sich eine abgeteufte Brunnenreihe, die 140 m3 Wasser (1972) in der Stunde liefern. Das geförderte Wasser wird über eine Leitung zum Hochbehälter am Frauenberg in Bad Hersfeld geleitet. Von dort aus wird die Gemeinde Neuenstein und die Hersfelder Stadtteile Heenes und Allmershausen mit Trinkwasser versorgt.
Um das Jahr 1732 war eine Kesselbierbrauerei ohne Konzession in Gittersdorf belegt.
Bereits vor 1810 war nahe Gittersdorf ein kommunaler Steinbruch eingerichtet. Politisch gehörte Gittersdorf seit 1807 zum napoleonischen Satellitenstaat Königreich Westphalen, darin zum Departement der Werra. Eine erhaltene Akte des Bureau des Innern (1810/1811) bezeugt in einem Schriftwechsel des Unterpräfekten Günther der Cantons Mairie des Distrikts Hersfeld die Verpachtung des ehemaligen Gittersdorfer Steinbruchs an den Maurermeister Hild aus Kalkobes (heute Ortsteil von Bad Hersfeld). Vermutlich bezieht sich die Akte auf den ehemaligen Basaltbruch auf der Stellerskuppe, der bis 1965 betrieben wurde.

## Verkehr
Im Norden führt die Bundesstraße 324 am Dorf vorbei. Der öffentliche Personennahverkehr wird durch die RKH Bus GmbH mit der Linie 370, unter dem organisatorischen Dach des Nordhessischen Verkehrsverbund (NVV) erbracht.